# Чами, Альфонс
Альфонс Мари Чами Джомаха (фр. Alphonse Marie Tchami Djomaha; 14 сентября 1971, Батури, Камерун) — камерунский футболист, игрок национальной сборной Камеруна, с которой участвовал на ЧМ-1994 и ЧМ-1998. Играл в клубах четырёх континентов.

## Клубная карьера
Чами начал свою карьеру на родине в клубе «Юниспорт» из Бафанга, после чего перешёл в датский клуб «Вейле». После недолгого пребывания в этом клубе, Чами перешёл в «Оденсе», где своей игрой вызвал интерес к нему у скаутов аргентинского «Бока Хуниорс». Перейдя в аргентинскую команду, поначалу играл за юниоров, но вскоре после ЧМ-1994 стал выступать за основной состав. В 1997, через три года после отъезда в Южную Америку, Чами вернулся в Европу и подписал контракт с немецким клубом «Герта». Альфонс провёл два сезона в составе «старой дамы», после чего перебрался в ОАЭ в клуб «Аль-Васл».
Чами находился на испытательном сроке в «Болтон Уондерерс» в июле 2000 года, сыграл за клуб пару товарищеских встреч во время турне «Болтон Уондерерс» в Дании . В августе он перешёл в шотландский «Данди Юнайтед». Чами пробыл в Данди лишь четыре месяца. В декабре 2000 года камерунец покинул команду, сыграв за это время всего 4 игры, ни одна из которых не завершилась победой. «Ницца» была следующим клубом Альфонса Чами. С этим клубом он подписал краткосрочное соглашение, которое действовало до конца сезона. В августе 2001 после сезона во Франции Чами перешёл в российский клуб «Черноморец» из Новороссийска, но после сезона, в котором «Черноморец» вылетел, оказался в китайском клубе «Чанша Цзиньдэ». Чами подписал контракт с ливанским клубом «Аль-Неймех» в сентябре 2003, но сыграл лишь три матча. Закончил свою карьеру во Франции в составе любительского клуба «Эпернай».